# Schloss Miechowitz
Schloss Miechowitz (polnisch Pałac Tiele-Wincklerów w Miechowicach) befand sich im Beuthener Stadtteil Miechowitz, Landkreis Beuthen Provinz Schlesien.

## Geschichte

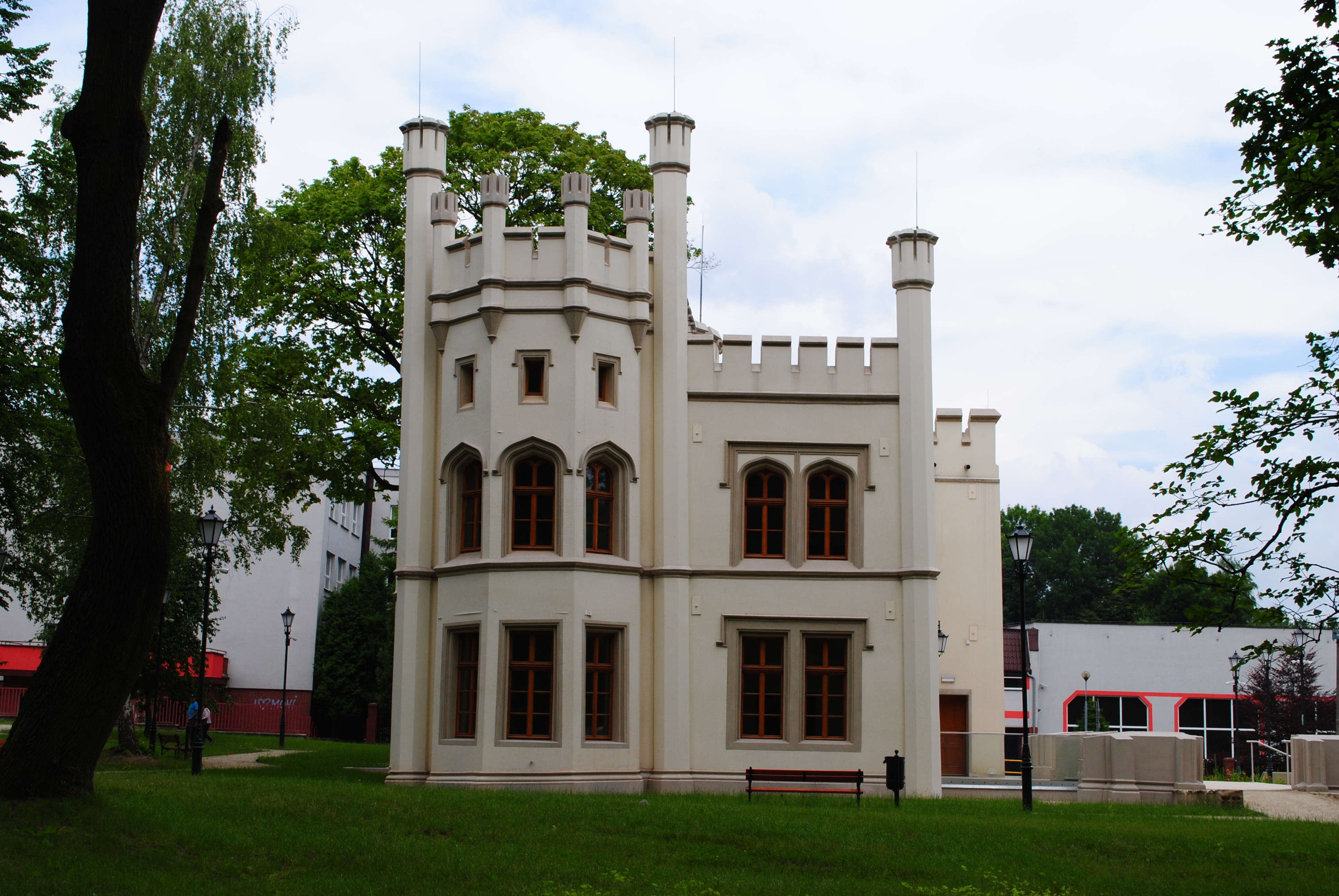
Revitalisiertes Nebengebäude des Schlosses Miechowitz (2021)

Das Schloss wurde 1812 bis 1817 im Auftrag von Ignatz Domes für seine Tochter Marie und deren Ehemann Franz Aresin im Stil des Klassizismus erbaut. Nach Aresins Tod heiratete Marie den Bergwerksleiter Franz Winckler, dessen Tochter nahm bei Heirat den Namen Tiele-Winckler an, Namens- und Wappenvereinigung 1854. Durch den Bergbaubesitz wurden die von Tiele-Winkler zu einer der mächtigsten schlesischen Adelsfamilien. Ab 1855 wurde das Schloss in mehreren Etappen umgebaut, wobei zwei Flügel im Stil der englischen Neugotik entstanden. Gutsbesitzerin der Herrschaft Myslowitz mit Miechowitz war zeitgleich Valeska von T(h)iele-Winckler, geb. von Winckler, der großherzoglich-mecklenburgische Hauptmann a. D. von T(h)iele-Winckler, Besitzer des Nebengutes Klein Dombrowka und ebenso Herr auf Miechowitz galt damals als Ausländer.
Hubert von Tiele-Winckler (1823–1893) war Stifter und Nutznießer der von Tiele-Wincklerschen Familienstiftung, des (mecklenburgischen) von Tiele-Wincklerschen Familienfideikommiss sowie des für Miechowitz ebenso eingerichteten schlesischen Familienfideikommiss. Bekanntester Besitzer wurde Franz Hubert von Tiele-Winckler, verheiratet mit Jelka von Lepel-Beseritz. Nach 1925 wohnte die Schwester des genannten Gutsherrn Eva von Tiele-Winckler in Schloss Miechowitz, die als Gründerin und Förderin der Pflegeheime und des Evangelischen Diakonats „Friedenshort“ zu den bekanntesten Personen Oberschlesiens gehörte.
Beim Einmarsch der Roten Armee am 27. Januar 1945 wurde das Schloss geplündert und gebrandschatzt. Im Juli desselben Jahres führte ein erneuter Brand zum weiteren Verfall, in den 1950er Jahren wurden große Teile des Baus gesprengt. Später wurden in den verbliebenen Bauten Büros und Wohnungen eines Staatlichen Landwirtschaftlichen Betriebs eingerichtet.
Von der ursprünglichen künstlerischen Ausstattung des Schlossparks ist in den 1960er Jahren noch die Brunnenanlage mit der Figurengruppe Knabe mit Schwan von Theodor Kalide nachweisbar; dieses Exemplar gilt heute als verschollen.
Heute wird der Bau durch das Kulturzentrum in Beuthen (Bytomskie Centrum Kultury) genutzt.

## Bauwerk
Der Bau war zweigeschossig auf rechteckigem Grundriss und erinnerte mit seinen vier Türmen an eine mittelalterliche Burg. Der östliche neogotische Flügel des gesamten Komplexes wurde geprägt vom ca. 35 m hohen achteckigen Schwalbenturm, über dessen Eingang ein Flachrelief ein Schwalbennest abbildete. Die nördliche Ecke des Flügels wurde von einem runden Wasserturm flankiert, in dem ein Wasserbehälter und Wasserleitungen verbaut waren, die das Wasser aus dem Untergrund des Bergwerks „Maria“ beförderten. Der Westflügel, von dem Reste bis heute erhalten haben, wurde von einem rechteckigen Pulverturm dominiert. Von Nordwesten schloss ein runder Turm den Bau ab.